# Керимов, Мурад Курбанович
Мура́д Курба́нович (Кери́мович) Кери́мов (род. 2 августа 1987, Каспийск, Дагестанская АССР) — российский самбист, чемпион и призёр чемпионатов России, чемпион Европы и мира, Заслуженный мастер спорта России. Боец смешанных единоборств.

## Карьера
Родился в Каспийске, там начал заниматься дзюдо и спортивным самбо. Первым тренером был Джанбеков Тайгиб Акавович. Затем попробовал себя в боевом самбо. После победы на чемпионате мира 2010 переехал в Москву, где стал тренироваться под руководством Николая Анатольевича Елесина. В январе 2015 года удостоен звания Заслуженный мастер спорта России.
Окончил филиал МГОУ имени В. С. Черномырдина в Махачкале, юридический факультет, специальность «Юриспруденция».

## Спортивные результаты
- Чемпионат России по боевому самбо 2010 года — ;
- Чемпионат России по боевому самбо 2011 года — ;
- Чемпионат России по боевому самбо 2013 года — ;
- Чемпионат России по боевому самбо 2014 года — ;
- Чемпионат России по боевому самбо 2016 года — ;
- Чемпионат России по самбо 2020 года — ;
- Чемпионат России по самбо 2022 года — ;